# USS Saugus (1863)
USS Saugus – amerykański jednowieżowy monitor typu Canonicus, nazwany od miasta Saugus w stanie Massachusetts.
„Saugus” został zbudowany w Wilmington w stanie Delaware. Został włączony do służby w kwietniu 1864 i służył w Północnoatlantyckiej Eskadrze Blokady (ang. North Atlantic Blockading Squadron) w ostatnim roku wojny secesyjnej, głównie w rejonie James River (Wirginia). Okręt walczył z konfederackimi bateriami i okrętami w Trent's Reach, na rzece James 21 czerwca 1864 i ostrzeliwał wrogie pozycje przy innych okazjach podczas następnych kilku miesięcy. Pod koniec grudnia wyszedł na morze, aby uczestniczyć w próbie zajęcia Fort Fisher, na wybrzeżu Północnej Karoliny.
Kilka tygodni później „Saugus” wrócił do ostrzeliwania wrogich pozycji i wsparcia operacji desantowych, które miały za zadanie wspomóc zajęcie tego silnego punktu obrony konfederackiej. Ford Fisher został zajęty 15 stycznia 1865, co spowodowało zamknięcie portu w Wilmington dla łamaczy blokady. Po kilku miesiącach służby na rzece James, okręt na początku kwietnia popłynął do Washington Navy Yard w Waszyngtonie i był tymczasowo używany jako więzienie dla osób podejrzanych o udział spisku mającym na celu zamordowanie prezydenta Abrahama Lincolna.
„Saugus” został wycofany ze służby w Washington Navy Yard pomiędzy czerwcem 1865 a kwietniem 1869. Służył następnie w pobliżu wybrzeża Florydy i Key West do końca 1870. W czerwcu 1869 został na dwa miesiące przemianowany na „Centaur”, ale później wrócił do poprzedniej nazwy. „Saugus” został ponownie powołany do służby na Atlantyku i Zatoce Meksykańskiej podczas okresu 1872 – 77. Został sprzedany 15 maja 1891.

## Opancerzenie
- Boczne 76 - 127 mm (3 - 5 cali)
- Wieża 254 mm (10 cali)
- Pokład 38 mm (1½ cala)